# 埃姆登火車總站

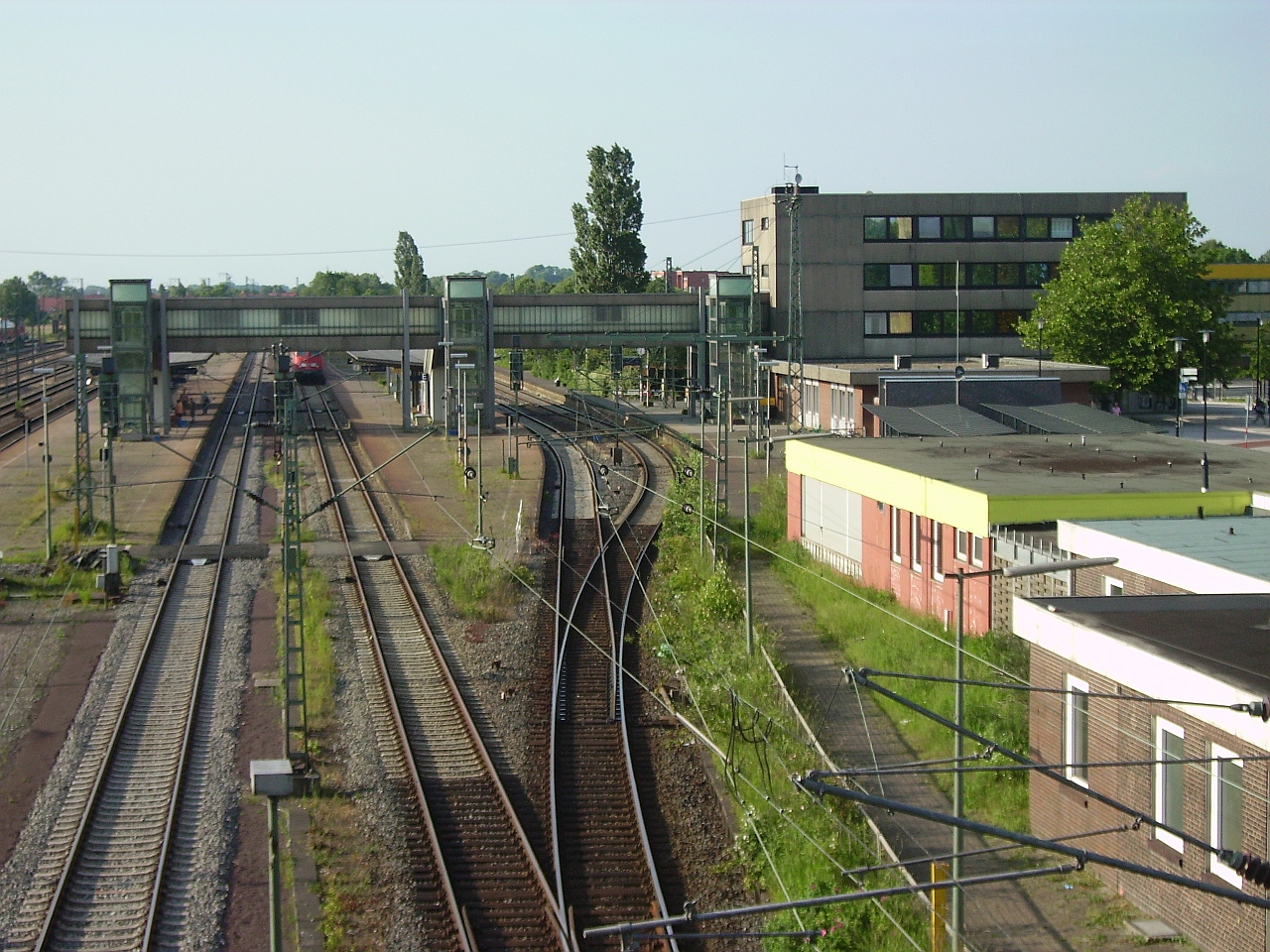
車站景觀

埃姆登火車總站（德語：Emden Hauptbahnhof）是德國下薩克森州埃姆登的主要鐵路車站。車站啟用於1971年，目前是連接埃姆登與明斯特和魯爾區的埃姆斯蘭鐵路的終點站，也是從埃姆登到諾登和諾德代希的東弗里斯蘭沿海鐵路起點站。